# Вица (Янина)
Ви́ца (греч. Βίτσα «прут, гибкая ветка») — горная деревня в Греции. Расположена на высоте 960 метров над уровнем моря, на юго-восточном склоне вершины Стурос (Στούρος) в Пинде, у входа в ущелье Викос, на левом берегу Войдоматиса, в 25 километрах к северу от города Янины, административного центра периферии, в 206 километрах к юго-западу от Салоник и в 332 километрах к северо-западу от Афин. Входит в общину (дим) Загори в периферийной единице Янине в периферии Эпире. Население 102 жителя по переписи 2011 года. Площадь 15,659 квадратного километра. Является одной из самых больших деревень в Загори. Известна уникальной постройкой середины XVII века — двойным арочным мостом Мисиос.

Старый мост Мисиос

В настоящее время город представляет собой жилой комплекс из каменных домов, церквей, дорог и площадей построенных в едином стиле, которые делают Вицу одним из красивейших городов в Загори. Основным видом экономической деятельности жителей является сельское хозяйство, а также обслуживание туристов.
Западнее деревни проходит национальная дорога 20 Козани — Янина, часть европейского маршрута E853.

## История
Деревня является объектом наблюдения археологов, множество доисторических артефактов было найдено в северо-западной части деревни.
В древние времена территория Загори была заселена молоссами. Раскопки в местности недалеко от Вицы привели к открытию поселения IX—IV вв. до н. э. Были найдены фундаменты зданий геометрического, архаического и классического периодов и кладбище тех же периодов, содержащее по меньшей мере 140 могил с монетами, керамикой и оружием.
Впервые деревня Вица упоминается в 1321 году в указе Андроника II Палеолога. В документах 1326—1361 годов упоминаются части деревни Папингон, Элафотопос, Ано-Вица (Άνω Βίτσα) и Като-Вица (Κάτω Βίτσα).
В период османского владычества, после 1430 года, когда турки завоевали территорию нома Янины, Вица и другие деревни Загори сформировали независимый союз Загори. Общинам были предоставлены некоторые привилегии, так как загорианские фанариоты пользовались влиянием при султанском дворе. В соответствии с этими привилегиями Общины Загори обладали широкой автономией под самоуправлением векиля. Другой, не менее важной привилегией было разрешение исповедовать христианскую веру. Благодаря отсутствию прямого контакта с османской властью жителям Вицы удалось достичь высокого уровня жизни. В 1868 году привилегии были отменены и область стала объектом грабительских нападений разбойников, как правило из числа турок. Эта ситуация заставила более 500 знатных семей покинуть территорию Загори. Этот период длился до 1913 года, когда в ходе Первой Балканской войны Загори была освобождена от османского владычества.
С XVII века и до Второй мировой войны, большинство населения Вицы эмигрировало в Египет, Малую Азию и США, а внутри географической Греции переселялись в основном в Македонию.
В 1919 году создано сообщество Вица (ΦΕΚ 184Α). Включало в себя деревни Ано-Вица и Като-Вица, а также монастырь Профитис-Илиас (Пророка Илии, Ιερά Μονή Προφήτου Ηλιού). В 1961 году произошло слияние Ано-Вицы, Като-Вицы и монастыря с образованием деревни Вицы.

## Культурное наследие
В дополнение к двойному арочному мосту, построенному в 1748 году, в Вице располагается несколько средневековых церквей. Особый интерес архитекторов и искусствоведов привлекает церковь Святого Николая, воздвигнутая в 1612 году, в которой имеются хорошо сохранившиеся фрески. Церковь Успения Богородицы построенная в 1554 году и отреставрированная в 20-х годах XVIII в. Так же в посёлке есть церковь ставропигиального монастыря Пророка Ильи (1632 год), находящаяся на севере Вицы. Она была построена на месте небольшой церкви Преображения Христа XIV века.
Богатство местной традиции выражается в ежегодном праздновании Успения Богородицы 15 августа, а также в Вице наблюдается возрождение традиционного карнавала «Дзамала» (Τζαμάλα от араб. جمل‎ «верблюд»), который приурочен к дню памяти Святого Димитрия, 26 октября. Одним из важных элементов этого праздника является производство греческого самогона ципуро.

## Население
| Год  | Население, человек |
| ---- | ------------------ |
| 1991 | 100                |
| 2001 | 128                |
| 2011 | ↘ 102              |